# Estádio do Rio Ave FC
Het Estádio do Rio Ave FC is een voetbalstadion in de Portugese stad Vila do Conde. Het stadion heeft een capaciteit van 5.300 zitplaatsen.
Het stadion werd gebouwd in 1984 en geopend in 1985. De vaste bespeler is Rio Ave, dat tevens de eigenaar is van het complex.
Estádio Cidade de Coimbra (Académica Coimbra) ·
Estádio Municipal de Arouca (FC Arouca) ·
Estádio do Restelo (CF Os Belenenses) ·
Estádio da Luz (SL Benfica) ·
Estádio Municipal de Braga (SC Braga) ·
Estádio António Coimbra da Mota (GD Estoril-Praia) ·
Estádio Cidade de Barcelos (Gil Vicente FC) ·
Estádio dos Barreiros (CS Marítimo) ·
Estádio da Madeira (CD Nacional) ·
Estádio José Arcanjo (SC Olhanense) ·
Estádio da Mata Real (FC Paços de Ferreira) ·
Estádio do Dragão (FC Porto) ·
Estádio do Rio Ave FC (Rio Ave FC) ·
Estádio José Alvalade (Sporting Lissabon) ·
Estádio D. Afonso Henriques (Vitória SC) ·
Estádio do Bonfim (Vitória FC)
Estádio do Fontelo (Académico de Viseu FC) ·
Estádio da Tapadinha (Atlético Clube de Portugal) ·
Estádio Municipal de Aveiro (SC Beira-Mar) ·
Estádio da Tapadinha (SL Benfica B) ·
Estádio 1º de Maio (SC Braga B) ·
Estádio Municipal de Chaves (Grupo Desportivo de Chaves) ·
Estádio do CD das Aves (CD Aves) ·
Estádio de São Luís (SC Farense) ·
Estádio Marcolino de Castro (CD Feirense) ·
Estádio do Mar (Leixões SC) ·
Campo da Imaculada Conceição (CS Marítimo B) ·
Parque Joaquim de Almeida Freitas (Moreirense FC) ·
Estádio Carlos Osório (União Oliveirense) ·
Estádio Municipal 25 de Abril (FC Penafiel) ·
Estádio Municipal de Portimão (Portimonense SC) ·
Estádio Dr. Jorge Sampaio (FC Porto B) ·
Estádio de São Miguel (CD Santa Clara) ·
Estádio José Alvalade (Sporting Lissabon B) ·
Complexo Desportivo da Covilhã (Sporting Covilhã) ·
Estádio João Cardoso (CD Tondela) ·
Estádio do Clube Desportivo Trofense (CD Trofense) ·
Estádio da Madeira (CF União)